# Istorija Haitija
Zapisana istorija Haitija započela je 5. decembra 1492. godine kada se evropski navigator Kristifor Kolumbo iskrcao na ovom velikom ostrvu u regionu zapadnog Atlantskog okeana koji je kasnije postao poznat kao Karibi. Ostrvo je bilo naseljeno Tainskim i Aravakanskim domorocima, koji su različito nazivali svoje ostrvo Ajiti, Bohio ili Kiskeja (Quisqueya). Kolumbo je odmah prisvojio ostrvo za špansku krunu, nazivajući ga La Isla Española („Špansko ostrvo”), kasnije latinizirano u Hispaniola. Francuski uticaj počeo je 1625. godine, a francuska kontrola onoga što se zvalo San Domingo, današnji Haiti, započela je 1660. Od 1697. godine zapadni deo ostrva bio je francuski, a istočni španski. Haiti su postali jedna od najbogatijih kolonija Francuske, proizvodeći ogromne količine šećera i kafe i zaviseći je od brutalnog robovskog sistema za potrebnu radnu snagu. Inspirisani porukom Francuske revolucije, haitijski robovi su podigli ustanak 1791. godine, a posle decenija borbe nezavisna republika Haiti zvanično je proglašena 1804. godine.

## Prešpanska istorija
Uzastopni talasi aravačkih migranata, krećući se severno od delte Orinoko u Južnoj Americi, nastanili su karipska ostrva. Oko 600. godine na ostrvo je dospeo Taino narod, koji su jedna od aravačkih kultura. Njihov dolazak je doveo do raseljavanja prethodnih stanovnika. Oni su bili organizovani u kasikazge (plemena), svako od kojih je vodio kasika (poglavica).

## Španska istorija (1492–1625)
Kristifor Kolumbo je osnovao naselje La Navidad, u blizini modernog grada Kap-Haitien. Ono je bilo sagrađeno od drvenih olupina njegovog broda, Santa Marija, tokom prvog putovanja u decembru 1492. Kada se 1493. vratio na drugom putovanju, našao je naselje uništeno, sa svih 39 doseljenika ubijenih. Kolumbo je nastavio prema istoku i osnovao novo naselje u La Isabeli na teritoriji današnje Dominikanske Republike 1493. godine. Glavni grad kolonije je preseljen u Santo Domingo 1496. godine, na jugozapadnu obalu ostrva, takođe na teritoriji današnja Dominikanske Republike. Španci su se vratili u zapadnu Hispaniolu 1502, osnovajući naselje Jaguana, u blizini modernog Leogana. Drugo naselje osnovano je na severnoj obali 1504. godine pod nazivom Puerto Real u blizini današnjeg Fort-Liberte - koje je 1578. godine premešteno u obližnji lokalitet i preimenovano u Bajaja.
Nakon dolaska Evropljana, starosedilačko stanovništvo La Hispaniole pretrpelo je velika izumiranja, u verovatno najgorem slučaju depopulacije u Amerikama. Opšteprihvaćena hipoteza delom pripisuje visoku smrtnost ove kolonije evropskim bolestima na koje domoroci nisu imali imunitet. Populacija Tainoa je opala za do 95% u veku nakon dolaska Španaca, sa populacije pre kontakta od 8.000.000 na nekoliko desetina hiljada. Mnogi autori opisali su tretman Taina u Hispanioli pod Španskim carstvom kao genocid. Mali broj Tainoa uspeo je da preživi i postavi sela na drugim mestima. Špansko interesovanje za Hispaniolu počelo je da jenjava 1520-ih, pošto su u Meksiku i Južnoj Americi pronađena unosnija nalazišta zlata i srebra. Nakon toga, populacija španske Hispaniole sporo je rasla.
Naselje Jaguana tri puta je spaljivano do temelja u svom više od jednog veka dugom postojanju kao špansko naselje. Prvo su to učinili francuski gusari 1543. godine, zatim ga je 27. maja 1592. godine spalila Engleska mornarička eskadrila od četiri broda predvođena Kristoferom Njuportom na njegovom admiralskom brodu Zlatni Zmaj, pri čemu su uništili svih 150 kuća u naselju, a na kraju su naselje spalili sami Španci 1605. godine.
Godine 1595, Španci, frustrirani dvadesetogodišnjom pobunom njihovih holandskih podanika, zatvorili su svoje domaće luke za pobunjeničke transporte iz Holandije, odsekavši ih od kritičnih zaliha soli neophodnih za njihovu industriju haringi. Holanđani su odgovorili nabavkom novih zaliha soli iz Španske Amerike, gde su kolonisti bili više nego radi da trguju. Tako se veliki broj holandskih trgovaca/gusara pridružio svojoj engleskoj i francuskoj braći u trgovini na dalekim obalama Hispaniole. Godine 1605. Španija je bila ogorčena što španska naselja na severnoj i zapadnoj obali ostrva učestvuju u ilegalnoj trgovini velikih razmera sa Holanđanima, koji su se u to vreme borili za nezavisnost protiv Španije u Evropi i Englezima, od nedavno neprijateljskoj državi, i stoga je odlučeno da se prisilno presele španski naseljenici bliže gradu Santo Domingo. Ova akcija, poznata kao Devastaciones de Osorio, pokazala se katastrofalnom; više od polovine preseljenih kolonista umrlo je od gladi ili bolesti, preko 100.000 goveda je napušteno, a mnogi robovi su pobegli. Španske trupe su brutalno razorile pet od postojećih trinaest naselja na ostrvu, uključujući ta dva naselja na teritoriji današnjeg Haitija, La Jaguana i Bajaja. Mnogi stanovnici su pružili otpor, pobjegli u džunglu ili pobegli pod zaštitu prolazećih holandskih brodova.

## Literatura
- Madiou, Thomas (1826). Histoire d'Haïti: 1819–1826 (на језику: француски). Port-au-Prince: Editions Henri Deschamps.
- title=Notes on Haiti |publisher=H. Colburn and R. Bentley |publication-place = London |Charles Mackenzie (1830). Notes on Haiti, made during a residence in that republic. OCLC 4099494.
- „Hayti”. Pierer's Universal-Lexikon der Vergangenheit (на језику: German) (4th изд.). Altenburg: Heinrich August Pierer. 1857. hdl:2027/hvd.hc44vj?urlappend=%3Bseq=138.
- James, C. L. R (1989). The Black Jacobins: Toussaint L'Ouverture and the San Domingo Revolution (2nd изд.). Vintage Books. ISBN 0-679-72467-2.
- Girard, Philippe. Haiti: The Tumultuous History (New York: Palgrave, Sept. 2010).
- Polyne Millery (2010). From Douglass to Duvalier: U.S. African Americans, Haiti, and Pan-Americanism, 1870–1964. University Press of Florida.
- Popkin, Jeremy. You Are All Free: The Haitian Revolution and the Abolition of Slavery. (Cambridge University Press; 2010) 422 pages
- Girard, Philippe. The Slaves Who Defeated Napoléon: Toussaint Louverture and the Haitian War of Independence (Tuscaloosa: University of Alabama Press, November 2011).
- Las Casas, Bartolomé de (1552). Brevísima relación of destrucción de las Indias. Orbis. ISBN 84-7700-006-9.. Axel Springer SL
- Fombrun, Odette Roy. (2006). History of my country, Haiti 1. ISBN 978-99935-0-133-6.
- NAU, Charles Emile, baron. (1854). Histoire des Caciques d'Haïti. ISBN 99935-37-18-7.
- Baur, John. "International Repercussions of the Haitian Revolution." The Americas 26, no. 4 (1970).
- Blackburn, Robin. "Haiti, Slavery, and the Age of the Democratic Revolution", William and Mary Quarterly 63.4, 633–674 (2006)
- Bryan, Patrick E. (1984). The Haitian Revolution and Its Effects. Heinemann. ISBN 978-0-435-98301-7. Приступљено 15. 5. 2015.
- Censer,Jack Richard; Lynn Avery Hunt (2001). Liberty, Equality, Fraternity Exploring the French Revolution. Penn State University Press. ISBN 978-0-271-02088-4.
- Dubois, Laurent (2005). Avengers of the New World. Harvard University Press. ISBN 978-0-674-01826-6.
- Dubois, Laurent; John D. Garrigus (2006). Slave Revolution in the Caribbean, 1789–1804 A Brief History with Documents. Bedford/st Martins. ISBN 978-0-312-41501-3.
- Fick, Carolyne "The Haitian revolution and the limit of freedom: defining citizenship in the revolutionary era". Social History, Vol 32. No 4, November 2007
- Garrigus, John D. (2006). Before Haiti Race and Citizenship in French Saint-Domingue. Macmillan. ISBN 978-1-4039-7140-1.
- Geggus, David Patrick (2001). The Impact of the Haitian Revolution in the Atlantic World. Columbia: University of South Carolina Press. ISBN 978-1-57003-416-9..
- Girard, Philippe (јануар 2009). „Black Talleyrand: Toussaint Louverture's Secret Diplomacy with England and the United States”. William and Mary Quarterly. 66 (1): 87—124..
- Girard, Philippe (јесен 2009). „Napoléon Bonaparte and the Emancipation Issue in Saint-Domingue, 1799–1803”. French Historical Studies. 32 (4): 587—618. doi:10.1215/00161071-2009-010..
- Girard, Philippe R. (2011). The slaves who defeated Napoleon : Toussaint Louverture and the Haitian War of Independence, 1801–1804. Tuscaloosa: University of Alabama Press. ISBN 978-0-8173-1732-4.
- Girard, Philippe. "Jean-Jacques Dessalines and the Atlantic System: A Reappraisal," William and Mary Quarterly (July 2012).
- Cyril Lionel Robert James (1989). The Black Jacobins Toussaint Louverture and the San Domingo Revolution (2nd изд.). Vintage. ISBN 978-0-679-72467-4.
- Joseph, Celucien L. Race, Religion, and The Haitian Revolution: Essays on Faith, Freedom, and Decolonization (CreateSpace Independent Publishing Platform, 2012)
- Joseph, Celucien L. From Toussaint to Price-Mars: Rhetoric, Race, and Religion in Haitian Thought (CreateSpace Independent Publishing Platform, 2013)
- Ott, Thomas O (1973). The Haitian Revolution, 1789–1804. University of Tennessee Press..
- Peguero, Valentina (1998). „Teaching the Haitian Revolution: Its Place in Western and Modern World History”. History Teacher. 32 (1): 33—41. JSTOR 494418. doi:10.2307/494418.
- Joseph Elisée Peyre-Ferry (2006). Journal des opérations militaires de l'armée française à Saint-Domingue 1802–1803 sous les ordres des capitaines-généraux Leclerc et Rochambeau. Les Editions de Paris-Max Chaleil. ISBN 978-2-84621-052-2.
- Popkin, Jeremy D., You Are All Free: The Haitian Revolution and the Abolition of Slavery (New York: Cambridge University Press, 2010)
- Jeffers, Jen (2016) „Freedom At All Cost: Remembering History's Greatest Slave Rebellion”. The Raven Report.
- Scott, Julius S. (2018). The Common Wind: Afro-American Currents in the Age of the Haitian Revolution. Verso Books. ISBN 9781788732475.
- Heinl, Robert (1996). Written in Blood: The History of the Haitian People. Lantham, Md.: University Press of America.
- Schmidt, Hans. (1995). The United States Occupation of Haiti, 1915-1934. New Jersey: Rutgers University Press. ISBN 978-0-8135-2203-6.
- Weinstein, Brian and Aaron Segal (15. 2. 1984). Haiti: Political Failures, Cultural Successes (February 15, 1984 изд.). Praeger Publishers. стр. 175. ISBN 0-275-91291-4.
- Weston, Rubin Francis. Racism in U.S. Imperialism: The Influence of Racial Assumptions on American Foreign Policy, 1893-1946. Columbia, S.C.: University of South Carolina Press. 1972
- Heinl, Robert (1996). Written in Blood: The Story of the Haitian People, 1492–1995. Lantham, Maryland: University Press of America.
- „8”. Revolution. GMU. стр. 1. Архивирано из оригинала 5. 11. 2011. г. Приступљено 14. 9. 2006.
- North, Jonathan (2018). War of Lost Hope, Polish Accounts of the Expedition to Saint Domingue. London: Amazon. ISBN 978-1976944123.